# Parahypsos
Parahypsos is een monotypisch geslacht van straalvinnige vissen uit de familie van naakte slijmvissen (Blenniidae). Het geslacht is voor het eerst wetenschappelijk beschreven in 1982 door Bath.

## Soort
- Parahypsos piersoni (Gilbert & Starks, 1904)